# Halocyprididae
Super-famille
Famille
Les Halocyprididae sont une famille de crustacés de la classe des ostracodes, de la sous-classe des Myodocopa, de l'ordre des Halocyprida et du sous-ordre des Halocypridina.

## Liste des sous-familles
- Archiconchoeciinae
- Conchoeciinae
- Euconchoeciinae
- Halocypridinae